# Babenga
Babenga est un village de la Région du Littoral au Cameroun, situé dans la commune de Dibombari, sur la route reliant Douala à Mbanga.

## Population et développement
En 1967, la population de Babenga était de 142 habitants, essentiellement des Pongo. Elle était de 583 lors du recensement de 2005.